# Wiesław Opalski

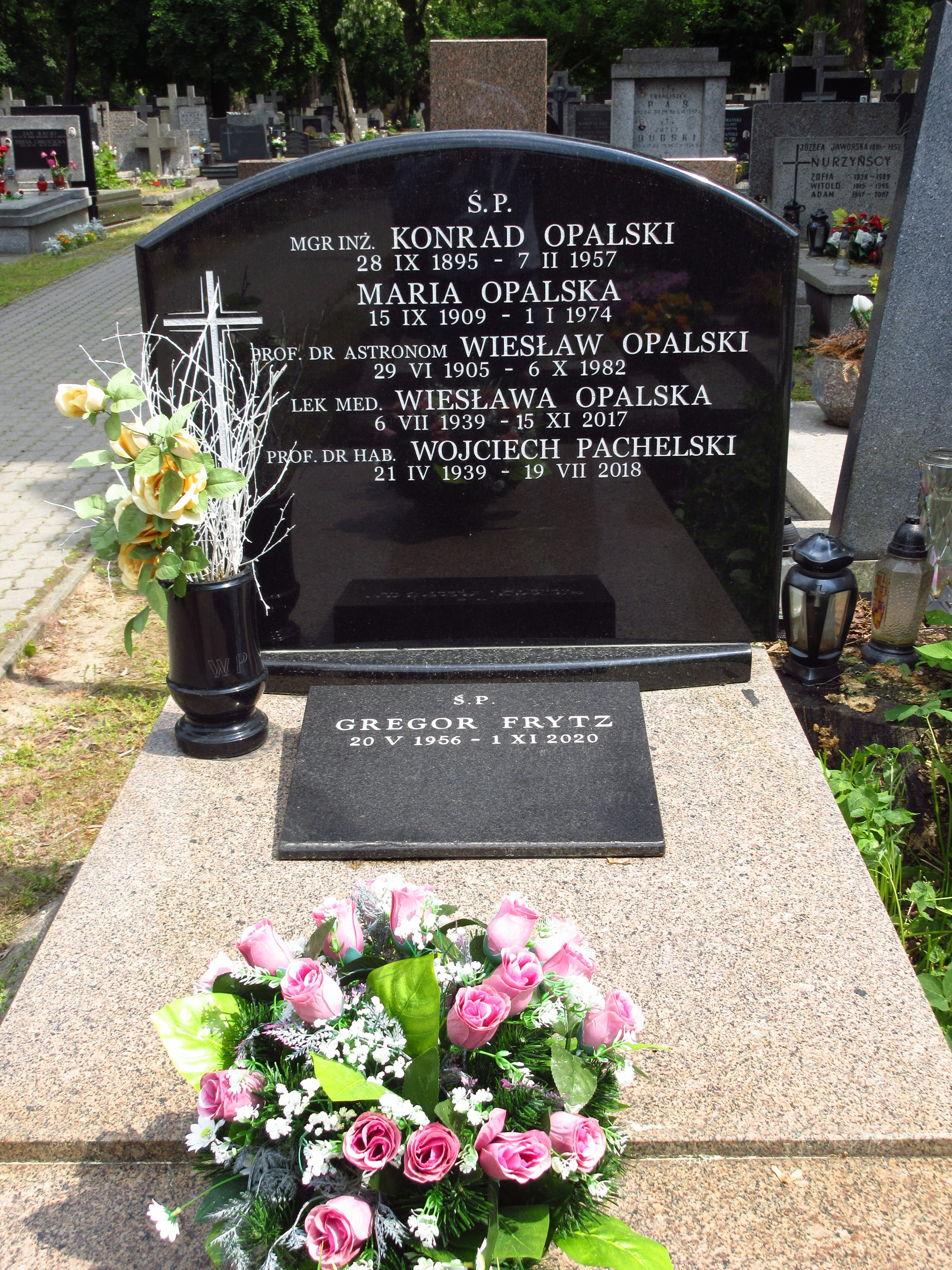
Grób profesora Wiesława Opalskiego na cmentarzu Bródnowskim

Wiesław Opalski (ur. 29 czerwca 1905 w Olkuszu, zm. 6 października 1982) – polski astronom, profesor doktor habilitowany, zajmujący się astronomią geodezyjną.

## Życiorys
Po uzyskaniu matury w Olkuszu w 1923 roku odbył studia na Wydziale Inżynierii Lądowej Politechniki Warszawskiej, na którym uzyskał świadectwo I egzaminu dyplomowego w 1926 roku. Następnie odbył studia na Wydziale Matematyczno-Przyrodniczym Uniwersytetu Warszawskiego, ukończone w 1931 roku.
Po odbyciu służby wojskowej, w latach 1932–1933 pracował jako wolontariusz w Obserwatorium Astronomicznym Uniwersytetu Warszawskiego, w latach 1933–1934 w Instytucie Meteorologicznym, a od 1934 do 1939 roku w Zakładzie Astronomii Praktycznej Politechniki Warszawskiej na stanowisku asystenta, a następnie, od 1935 roku, na stanowisku starszego asystenta.
Brał udział w kampanii wrześniowej, został ranny w czasie bitwy pod Kobryniem. Trafił do Oflagu XII A w Hadamar, a później do Oflagu VII A w Murnau, gdzie pozostał do końca wojny. W niewoli i zaraz po wojnie prowadził kursy z topografii, matematyki i astronomii. W 1947 roku wrócił do Polski. W 1948 obronił doktorat na Wydziale Geodezji PW, na podstawie swoich odnalezionych, przedwojennych obserwacji. Po krótkiej pracy w Głównym Urzędzie Miar powrócił na PW, na stanowisko starszego asystenta w Katedrze Astronomii Geodezyjnej. Od 1955 roku pracował na stanowisku docenta, od tego roku był kierownikiem Katedry Astronomii Geodezyjnej, w latach 1955–1958 pełnił funkcję prodziekana Wydziału Geodezji i Kartografii Politechniki Warszawskiej. Tytuł profesora zwyczajnego uzyskał w 1973 roku. Przeszedł na emeryturę w 1975 roku. Zmarł w 1982, pochowany na cmentarzu Bródnowskim (kw. 69F-2-1).
Opublikował około 40 prac naukowych oraz politechniczny podręcznik akademicki pt. Astronomia Geodezyjna. Promował 8 doktorów nauk technicznych w zakresie geodezji.

## Zainteresowania naukowe
Wiesław Opalski interesował się wyznaczaniem długości i szerokości geograficznej, w tym
badaniem przydatności metody astronomiczno-geodezyjnej Z. Czerskiego, zagadnieniami bezpośrednich metod wyznaczania azymutu i zagadnieniami instrumentalnymi. Organizował budowę Obserwatorium Astronomiczno-Geodezyjnego Politechniki Warszawskiej w Józefosławiu.